# 미스터 위블로
미스터 위블로(Mr Hublot)는 룩셈부르크/프랑스에서 제작된 알렉상드르 에스피가레 감독의 2013년 애니메이션, 코미디 영화이다.
2014년 3월 2일 제86회 아카데미상에서 아카데미 단편 애니메이션상을 수상했다.

## 제작진
- 미술: 파스칼 티에박스